# Johan Rode
Johan Rode (né en 1587 à Copenhague, mort le 24 février 1659 à Padoue) est un médecin et antiquaire danois.

## Biographie
Né vers 1587 à Copenhague, il continua ses études à Wittemberg (où il soutient en 1612 une thèse de philosophie) et à Marbourg. Il visite l’Italie pour se perfectionner dans la connaissance des langues et de l’antiquité. Enchanté du séjour de Padoue, il s’établit en cette ville et partage tout son temps entre l’étude des sciences et la pratique de son art. La crainte de compromettre sa liberté lui fait refuser la chaire de botanique, qu’on lui offre 1632, avec la direction du jardin des plantes. Quelques biographes prétendent que Rode fait en 1640 un voyage à Copenhague, que ses compatriotes cherchèrent à le retenir parmi eux et le nommèrent professeur de physique à l’université cette ville. Quoi qu’il en soit de cette anecdote, démentie par Niceron, il est certain que Rode s’empresse de revenir à Padoue, où il meurt à l’âge de 72 ans, le 24 février 1659, et non pas en 1658, comme le marque Thomas Bartholin dans l’épitaphe qu’il a dressée en son honneur, ni en 1660, comme le disent Martin Hallervord et Georg Matthias König. Rode n’avait point été marié. Sa bibliothèque et ses nombreux manuscrits passèrent à Thomas Bang, son parent, théologien à Copenhague ; et, après la mort de Bang, ses manuscrits furent achetées par Bartholin, qui se proposait de les publier ; mais ils périrent presque tous en 1670, dans l’incendie de la bibliothèque de ce savant. Rode, qui cultivait les lettres sans ambition comme sans rivalité, ne pouvait manquer d’être l’ami de tous les littérateurs de Padoue ; et il est cité plusieurs fois avec honneur dans les Éloges des hommes illustres, par Giacomo Filippo Tomasini. On en doit conclure qu’il n’est point l’auteur de ces éloges, et quoi qu’en ait dit Colomiès sur le témoignage de Vossius (voy. Recueil de particularités, p. 109), il est plus que probable que jamais il ne les a revendiqués. Sa correspondance littéraire ou scientifique était fort étendue ; mais on n’en a conservé que dix lettres à Caspar Hofmann, insérées dans l’Appendix des Epistolæ Georgii Richteri selectiores, Nurenberg, 1662, in-4°.

## Œuvres
Outre les éditions du traité de Juste Lipse De re nummaria, Padoue, 1648, in-8° ; des Animadversiones medicæ de Ludovico Settala, ibid., 1652, in-8° ; du traité de Scribonius Largus : De compositione medicamentorum, ibid., 1655, in-4°, avec des notes, et de l’ouvrage posthume de Francesco Frigimelica De Balneis metallicis arte parandis, ibid., 1659, in-8°, on a de Rode :
- Libellus de natura medicinæ, Padoue, 1625, in-4° ;
- De acia dissertatio ad Cornel. Celsi mentem, qua simul universæ fibulæ ratio explicatur, ibid., 1639, in-4°. Il y démontre, contre l’opinion de Jean-Jacques Chifflet et d’autres médecins, que Celse employait, pour les sutures, le fil de lin et non pas un fil de métal. Thomas Bartholin a réimprimé cette curieuse dissertation avec des corrections tirées des manuscrits de l’auteur, Copenhague, 1672, in-4°, et y a joint deux opuscules de Rode encore inédits : un Traité des poids et mesures et la Vie de Celse. Ces trois pièces font partie de l’édition qu’Almeloveen a donnée de Celse, Amsterdam, 1687, in-12 ;
- Observationum medicinalium centuriæ tres, Padoue, 1657, in-8°, réimprimé avec le recueil de Pierre Borel : Historiarum et observationum medico-physicarum centuriæ quatuor, Leipzig 1676 in-8° ;
- Mantissa anatomica, Copenhague, 1661, in-8°, à la suite des deux dernières Centuries anatomiques de Thomas Bartholin ;
- De artis medicæ exercitatione consilia tria, insérés par Thomas Bartholin dans la Cista medica, Copenhague, 1662, in-8°, et réimprimés avec l’Introductio in universam artem medicam, par Hermann Conring, Helmstadt, 1687, in-4° ;
- Catalogus LX auctorum supposititiorum quo scriptores anonymi el pseudonymi complures manifestantur, à la tête du Theatrum anonymor. de Vincent Placcius ;
- Observationes medicæ posteriores, dans les Acta medica Hafniensia, Copenhague, 1677, in-4°.

Niceron a donné une notice sur Rode dans le tome 38 de ses Mémoires.